# Brevipalpus ogmus
Brevipalpus ogmus är en spindeldjursart som beskrevs av Pritchard och Baker 1952. Brevipalpus ogmus ingår i släktet Brevipalpus och familjen Tenuipalpidae. Inga underarter finns listade.